# Jardín Filoli
El Jardín Filoli (en inglés: Filoli Garden es una casa de campo y jardines de 16 acres (6,5 ha) situados en una finca de 654 acres (265 hectáreas) en Woodside.
Se encuentra a unas 25 millas (40 km) al sur de San Francisco, en el extremo sur del Lago Crystal Springs, en la ladera norte de la Sierra de Santa Cruz, California, Estados Unidos.
El código de identificación del Filoli Garden como miembro del "Botanic Gardens Conservation Internacional" (BGCI), así como las siglas de su herbario es FILOL.

## Localización
Filoli Garden, Canada Road Woodside, San Mateo County, California 94062 United States of America-Estados Unidos de América.
Planos y vistas satelitales.37°28′13.44″N 122°18′38.53″O / 37.4704000, -122.3107028
Se paga una tarifa de entrada.

## Historia
Filoli fue construido entre 1915 y 1917 para William Bowers Bourn II y su esposa, Agnes Moody Bourn. El diseñador principal fue el arquitecto de San Francisco Willis Polk, que utilizó un estilo neogeorgiano libre que incorporó las azoteas embaldosadas características de California. Polk había diseñado previamente las 'Casas Bourn' en "Grass Valley" y en la calle Webster en San Francisco. Bruce Porter fue comisionado para colaborar con los Bourn en la planificación de los jardines, que fueron construidos entre 1917 y 1922.
Filoli sirvió como una de las residencias de los Bourn entre 1917 y 1936. El Sr. Bourn era presidente de la compañía de aguas de Spring Valley, que poseyó el Lago Crystal Springs y los alrededores. El nombre de la finca es un acrónimo formado combinando las primeras dos letras de las palabras claves del credo de William Bourn : "Fight for a just cause (lucha por una causa justa); Love your fellow man (Aprecia a tus camaradas); Live a good life (Vive una buena vida)".
Después de las muertes de William y Agnes Bourn en 1936, la finca fue vendida al Sr. y señora de William P. Roth, dueños de la "Matson Navigation Company", en 1937. La familia Roth construyó el jardín botánico de Filoli. En 1975, la señora Roth donó la finca en su totalidad al National Trust for Historic Preservation.
Filoli se encuentra incluido en la Guide to Historic Homes of America de Bob Vila de la editora A&E Network, así como en un segmento del A&E's America's Castles: Garden Estates, de noviembre de 1996 en este último demuestra que continuaba siendo el centro de atención de los visitantes.

## Colecciones

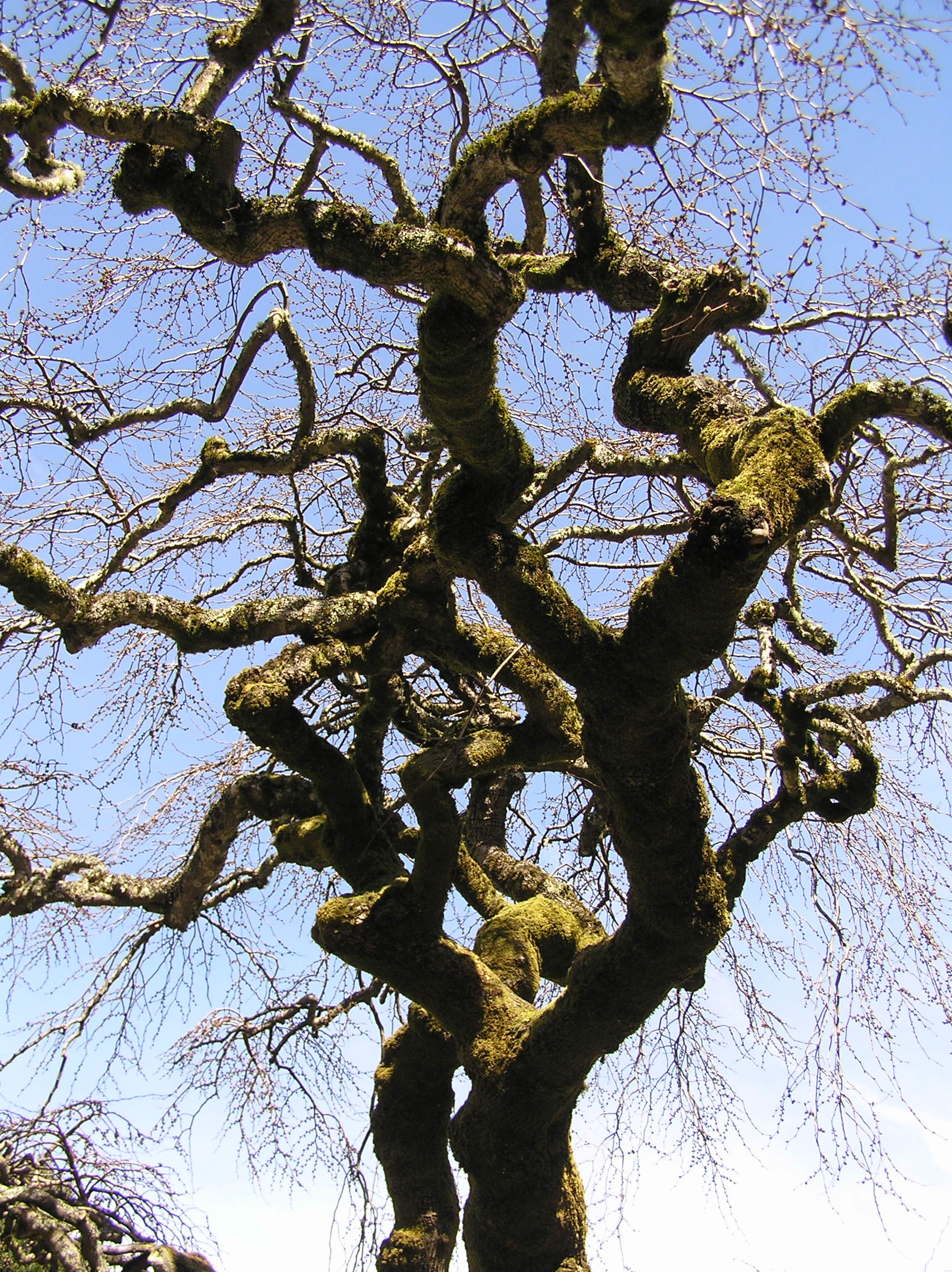
Árbol de Filoli.

Los 16 acres (6,5 hectáreas) de jardines se estructuran como una serie de espacios ajardinados que se abren de uno a otro, proporcionando visiones axiales largas, en las cuales las profusas plantaciones de plantas robustas y anuales naturalizadas ponen el contraste con los céspedes, los senderos pavimentados, las piscinas de reflejo, enmarcadas en las paredes y los setos recortados de protección y todo ello puntuado por numerosos estrechos acolumnados Tejos, los originales que se plantaron en la finca procedentes de cortes de estacas.
Filoli es un ejemplo excepcional del estilo de huerto anglo-estadounidense el cual fue iniciado a finales del siglo XIX por Edwin Lutyens y Gertrudis Jekyll en jardines británicos y ejemplificado en los EE. UU. por diseños de Charles A. Platt y Beatriz Farrand.
Entre las especies que se encuentran en el jardín son en su mayor parte pertenecientes a las familias de las Compositae, Cupressaceae, Ericaceae, Iridaceae, Labiatae, Leguminosae, Liliaceae, Magnoliaceae, Oleaceae, Polypodiaceae, Ranunculaceae, Rosaceae, Rutaceae, Saxifragaceae, Scrophulariaceae.
En la actualidad, Filoli está abierto al público. Las atracciones incluyen recorridos auto guiados, recorridos en grupo dirigidos, y descubrimiento de la naturaleza. Varias áreas de los jardines formales incluyen alguno diseñado especialmente para bodas. Los jardines más grandes son áreas de cultivo para la producción de flores cortadas para el adorno de la mansión y para el cultivo de algunas verduras. Los jardines son mantenidos en gran parte por voluntarios locales.

## Exteriores en rodajes de películas
Filoli ha servido como escenario de muchas producciones de películas de Hollywood.
Lo más reconocido de los jardines Filoli es la mansión de la finca que aparecía en todos los episodios de la famosa serie de televisión Dinastía en los créditos de inicio de los capítulos. Los interiores enmoquetados de la mansión también fueron ofrecidos en los primeros episodios de la serie pero recreados posteriormente en los siguientes capítulos en los estudios de la Fox, « Fox Studios, Century City ». Sin embargo la mansión al completo sirvió como plató para la televisión en el especial de la CBS de 2006 Dynasty Reunion: Catfights & Caviar en el que miembros del reparto se juntaron para discutir sus recuerdos de la serie. Era la primera vez que muchos de los miembros del reparto estaban en la finca real.

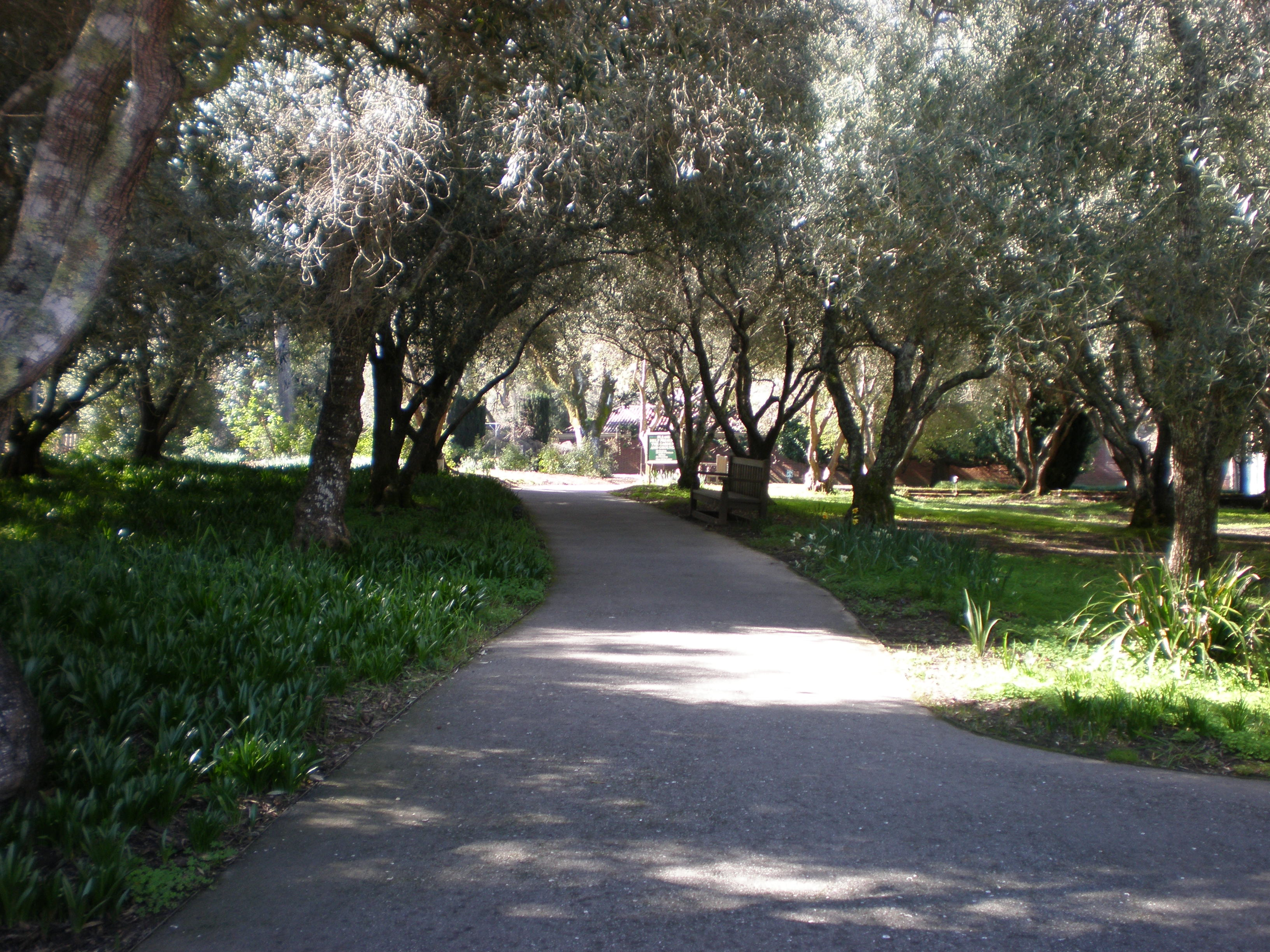
Senda de paseo por la finca.

Entre los muchos árboles maduros llamativos en los jardines se encuentra una fila de inmensos pinos piñoneros mediterráneos y especímenes naturales dispersos de encinos de costa de 250 años de edad, estos últimos aparecen en las escenas al aire libre de Warren Beatty en la película Heaven Can Wait.
La finca de Filoli pasó por una extensa rehabilitación en los años 2010 construyéndose un nuevo centro de visitantes y cafetería. La firma de arquitectos de San Francisco, "Architectural Resources Group" (grupo arquitectónico de recursos) diseñó el nuevo centro de visitantes y de educación así como supervisó la consolidación sísmica de la casa histórica principal. Los nuevos equipamientos incluyen un salón de actos de 255 asientos, una sala de reuniones principal, un café, oficinas y una cocina de abastecimiento del complejo.